# Jean-François Lapointe
Pour les articles homonymes, voir Lapointe.
Jean-François Lapointe est un baryton québécois originaire d'Hébertville au Saguenay-Lac-Saint-Jean.

## Carrière
Jean-François Lapointe étudie d'abord le piano au conservatoire de Chicoutimi puis le chant à l'Université Laval auprès de Louise André. Il poursuit ensuite sa formation auprès de Martial Singher en Californie. Les trois prix qu'il obtient à 22 ans au prestigieux concours de chant de Paris lui ouvrent les portes d'une carrière internationale.
Spécialiste reconnu du répertoire et du style français, il s'est imposé comme une référence dans l'interprétation du rôle de Pelléas dans Pelléas et Mélisande de Claude Debussy, qu'il a chanté plus de 200 fois (notamment à la Canadian Opera Company de Toronto, à La Scala de Milan et au Théâtre des Champs-Élysées à Paris). Au cours de la saison 2013-2014, il a pour la première fois endossé le costume de Golaud, le frère de Pelléas, et continue ainsi d'explorer et de faire découvrir au public de nouvelles facettes du chef-d’œuvre de Debussy.
Jean-François Lapointe a également connu beaucoup de succès en interprétant, à Copenhague, à Trieste et à Genève, le rôle-titre de Hamlet, opéra d'Ambroise Thomas. Il s'est par ailleurs illustré dans les rôles de Valentin (Faust de Gounod), qu'il a chanté aux Chorégies d'Orange à l'été 2008 et qu'il a repris à l'Opéra-Bastille en mars 2015, de Mercutio (Roméo et Juliette, de Gounod) et d'Albert, (Werther, de Massenet), qu’il a chanté en décembre 2007 au Théâtre de la Monnaie de Bruxelles et en 2014 à l'Opéra de Paris. D'autre part, il a inscrit à son répertoire, en mai 2008, le rôle d'Escamillo (Carmen, de Bizet) qu'il a interprété à Lausanne, à Barcelone et lors d'une tournée au Japon, ainsi que celui du Grand Prêtre d'Apollon (Alceste, de Gluck) qu'il a interprété en 2013 au Palais Garnier, à Paris.
Très recherché pour les grands rôles du répertoire, Jean-François Lapointe n'hésite pas à s'investir dans des œuvres moins connues. Il a ainsi participé à la création française du Candide de Bernstein (dans le rôle-titre), ainsi qu'à la re-création de Mârouf, savetier du Caire de Henri Rabaud à l'Opéra de Marseille (toujours dans le rôle-titre). On a également pu l'entendre dans le rôle du Duc de Rothsay, de La Jolie Fille de Perth de Bizet, à Compiègne. Un enregistrement vidéo et discographique en témoigne. De même, il a participé aux représentations et à l'enregistrement de Benvenuto Cellini, de Berlioz, en décembre 2004 (en interprétant le rôle de Fieramosca) ainsi que du Mage de Massenet, dans le rôle d'Amrou..
Si Jean-François Lapointe œuvre surtout dans le répertoire français, il ne néglige pas pour autant le répertoire italien ou russe. Il chante ainsi les rôles de Figaro (Le Barbier de Séville), du Comte Almaviva (Les Noces de Figaro), de Don Giovanni, de Ford (Falstaff, de Verdi) et de Giorgio Germont (La Traviata, Verdi). En 2009, il fait une première incursion dans le répertoire russe dans la peau du prince Eletski (La Dame de Pique de Piotr Ilitch Tchaïkovski). En 2011, il a chanté le rôle-titre de l'opéra Eugène Onéguine, du même compositeur, à l'Opéra de Québec.
Sa grande aisance scénique et ses talents de comédien lui valent d'être également très apprécié dans le domaine de l'opérette. Ardent défenseur de ce répertoire, Jean-François Lapointe s'est démarqué dans les rôles de Danilo (La Veuve Joyeuse), de Brissac dans Les Mousquetaires au couvent et du Vice-Roi du Pérou dans La Périchole. Invité régulièrement à l'Opéra-Comique, il y a interprété récemment Landry (dans Fortunio de André Messager) et Duparquet (Ciboulette, de Reynaldo Hahn). Un DVD consacré à cette production est paru le 21 octobre 2014.
Jean-François Lapointe a par ailleurs enregistré plusieurs disques consacrés à la mélodie française. Les deux plus récents ont été réalisés sous étiquette Analekta. L'un est consacré aux poèmes de Paul Verlaine mis en musique par Reynaldo Hahn, Gabriel Fauré, Claude Debussy et André Mathieu et le second regroupe des mélodies d’Ernest Chausson (le cycle Poème de l’amour et de la mer) et d’Henri Duparc (textes de Baudelaire, Leconte de Lisle et autres poètes français).
Artiste polyvalent, Jean-François Lapointe se produit régulièrement en concert et passe avec aisance de la mélodie à l'oratorio. En 2008, la critique saluait son interprétation du  Poème de l'amour et de la mer avec l'Orchestre symphonique de Québec. Par ailleurs, son récital Paul Verlaine a mérité le Prix Opus 2008 du "meilleur concert de l’année, Montréal".
Il poursuit une carrière internationale en plus d'assurer la direction artistique de différents projets. Il se consacre également à la direction d'orchestre et à la formation de jeunes chanteurs par le biais de Master Classes en Europe et au Canada. Enfin, il enseigne, depuis septembre 2017, en tant que professeur invité, à l'Université Laval de Québec.
De septembre 2020 à janvier 2025, Jean-François Lapointe a occupé les fonctions de directeur artistique et directeur général (depuis 2021) de l'Opéra de Québec. 

## Distinctions
En 2016, Jean-François Lapointe a été nommé Chevalier de l’Ordre national du Québec. En 2018, il reçoit la médaille Gloire de l'Escolle aussi nommé prix Grand diplômé qui est la plus haute distinction remise par La Fondation de l’Université Laval.
En 2025, il est nommé Chevalier de l'Ordre des Arts et des Lettres de la République française.

## Productions lyriques depuis 2005
2005
- Le Vice-Roi du Pérou, La Périchole, J. Offenbach, Montpellier
- Valentin, Faust, C. Gounod, Monaco
- Danilo, La Veuve joyeuse, F. Lehár, Marseille
- Danilo, La Veuve joyeuse, F. Lehár, Bordeaux
- Pelléas, Pelléas et Mélisande, C. Debussy, Glasgow
- Pelléas, Pelléas et Mélisande, C. Debussy, Edimbourg
- Pelléas, Pelléas et Mélisande, C. Debussy, Milan
- Andrews, Titanic, M. Yeston, Liège

2006
- Andrews, Titanic, M. Yeston, Charleroi
- Hamlet, Hamlet, A. Thomas, Genève
- Danilo, La Veuve joyeuse, F. Lehár, Liège
- Valentin, Faust, C. Gounod, Liège
- Figaro, Il Barbiere di Siviglia, Rossini, Paris (Opéra-Comique)
- Il Comte Almaviva, Le Nozze di Figaro, W.A. Mozart, Nancy
- Danilo, La Veuve Joyeuse, F. Lehár, Lausanne

2007
- Pelléas, Pelléas et Mélisande, C. Debussy, Toulon
- Pelléas, Pelléas et Mélisande, C. Debussy, Liège
- Don Giovanni, Don Giovanni, W. A. Mozart, Trieste
- Pelléas, Pelléas et Mélisande, C. Debussy, Paris (Théâtre des Champs-Elysées)
- Chorèbe, Les Troyens, H. Berlioz, Genève
- Albert, Werther, J. Massenet, Bruxelles

2008
- Escamillo, Carmen, G. Bizet, Lausanne, Vichy
- Direction musicale, La Belle Hélène, Offenbach, Rimouski (Québec)
- Valentin, Faust, C. Gounod, Orange
- Escamillo, Carmen, G. Bizet, Tournée au Japon

2009
- Zurga, Les Pêcheurs de perles, G. Bizet, Toulon
- Claudio, Béatrice et Bénédict, H. Berlioz, Paris (TCE)
- Eletski, La Dame de pique, P.I. Tchaikovski, Monaco
- Escamillo, Carmen, G. Bizet, Hyogo, Tokyo, Nagoya
- Pelléas, Pelléas et Mélisande, C. Debussy,  Rome
- Landry, Fortunio, A. Messager, Paris (Opéra Comique)

2010
- Ford, Falstaff, G. Verdi, Paris (TCE)
- Chorèbe,  Les Troyens, H. Berlioz, Amsterdam
- Énée, Dido and Æneas, H. Purcell, Lausanne, Vichy
- Direction musicale, Carmen, G. Bizet, Rimouski (Québec)
- Escamillo, Carmen, G. Bizet, Barcelone
- Chorèbe,  Les Troyens, H. Berlioz, Berlin

2011
- Don Giovanni, Don Giovanni, W.A. Mozart, Marseille
- Nevers,  Les Huguenots, G. Meyerbeer, Bruxelles
- Oreste, Iphigénie en Tauride, C.W. von Gluck, Amsterdam
- Eugène Onéguine, Eugène Onéguine, P.I. Tchaikovski, Québec
- Raimbaud, Le Comte Ory, G. Rossini, Genève

2012
- L'Horloge comtoise / Le Chat, L'Enfant et les Sortilèges, M. Ravel, Monaco
- Garrido, La Navarraise, J. Massenet, Monaco
- Ford, Falstaff, G. Verdi, Québec
- Zurga, Les Pêcheurs de perles, G. Bizet, Amsterdam
- Escamillo, Carmen, G. Bizet, Marseille
- Amrou, Le Mage, J. Massenet, St-Étienne
- Giorgio Germont, La Traviata, G. Verdi, Francfort

2013
- Giorgio Germont, La Traviata, G. Verdi, Francfort
- Duparquet, Ciboulette, R Hahn, Paris (Opéra Comique)
- Marquis de la Force, Dialogues des Carmélites, F. Poulenc, Toronto
- Marc-Antoine, Cléopâtre, J. Massenet, Marseille
- Le Grand Prêtre, Alceste, C.W. von Gluck, Paris (Palais Garnier)
- Alphonse XI, La Favorite, G. Donizetti, Monaco, Paris (Théâtre des Champs-Élysées)

2014
- Albert, Werther, J. Massenet, Paris (Bastille)
- Golaud, Pelléas et Mélisande,  C. Debussy, Angers, Nantes
- Le mari, Les Mamelles de Tirésias, F. Poulenc,  Londres (Barbican)
- Giorgio Germont, La Traviata, G. Verdi, Marseille
- Golaud, Pelléas et Mélisande,  C. Debussy, Helsinki
- Pharaon, Moïse et Pharaon, G. Rossini, Marseille

2015
- L'Horloge Comtoise / Le Chat, L'Enfant et les Sortilèges, M. Ravel, Stockholm
- L'Horloge Comtoise / Le Chat, L'Enfant et les Sortilèges, M. Ravel, Paris (Philharmonie)
- Valentin, Faust, C. Gounod, Paris (Bastille)
- Germont, La Traviata, G. Verdi, Berlin (Deutsche Oper)
- Hamlet, Hamlet, A. Thomas, Avignon
- Ford, Falstaff, G. Verdi, Marseille
- Guillaume Tell, Guillaume Tell, G. Rossini, Genève
- Marquis de la Force, Dialogues des Carmélites, F. Poulenc, Amsterdam

2016
- Bardi, Dante, B. Godard, Munich, Versailles
- Germont, La Traviata, G. Verdi, Tampa (Floride)
- Siméon, L'Enfant prodigue, C. Debussy + L'Horloge Comtoise / Le Chat, L'Enfant et les Sortilèges, M. Ravel, Paris (Radio France)
- Zurga, Les Pêcheurs de perles, G. Bizet, Nancy
- Enrico, Lucia di Lammermoor, G. Donizetti, Nancy
- Hamlet, Hamlet, A. Thomas, Marseille
- Monsieur Beaucaire, Monsieur Beaucaire, A. Messager, Paris (Opéra Comique)
- Albert, Werther, J. Massenet, Bologne

2017
- Wolfram, Tannhäuser, R. Wagner, Monaco
- Rodrigo, Don Carlo, G. Verdi, Marseille
- Ben, Le Téléphone, GC Menotti, Saint-Eustache (Québec)
- Alphonse XI, La Favorite, G. Donizetti, Marseille
- Benvenuto Cellini, Ascanio, C. Saint-Saëns, Genève

2018
- Valentin, Faust, C. Gounod, Genève
- Hérode, Hérodiade, J. Massenet, Marseille
- Siméon, L'Enfant prodigue, C. Debussy, Nancy
- Golaud, Pelléas et Mélisande, C. Debussy, Strasbourg
- Benvenuto Cellini, Ascanio, C. Saint-Saëns, Genève

2019
- Ford, Falstaff, G. Verdi, Monaco
- Le Marquis de la Force, Dialogues des Carmélites, F. Poulenc, New-York (Metropolitan Opera)
- Giorgio Germont, La Traviata, G. Verdi, Paris ( Opéra  Garnier )

## Discographie sélective
- Berlioz : Benvenuto Cellini, Gregory Kunde, Benvenuto Cellini, Patrizia Ciofi, Teresa, Laurent Naouri, Balducci, Joyce DiDonato, Ascanio, Jean-François Lapointe, Fieramosca, Renaud Delègue, Le Pape Clément VII, Chœur de Radio France, Orchestre National de France, conducted by John Nelson. 3 CD Warner classics Erato 2004 report 2011.

- Camille Saint-Saëns: Ascanio, Jean-François Lapointe, Benvenuto Cellini, Joé Bertili, Pagolo, Bernard Richter, Ascanio, Karina Gauvin, la Duchesse d'Étampes, Clémence Tilquin, Colombe d'Estourville, Ève-Maud Hubeaux, Scozzone, Tean Teigten, François 1er, orchestre et chœur de la Haute École de Musique de Genève, chœur du Grand Théâtre de Genève, dir. Gillaume Tourniaire. 3 CD B records Outhere 2018